# Mercatorova projekcija
Mercatorova projekcija je cilindrična kartografska projekcija koju je 1569. osmislio flamanski geograf i kartograf Gerardus Mercator. Postala je standardna kartografska projekcija za nautičke svrhe zbog svoje mogućnosti prikazivanja linija konstantnog kursa, loksodroma, kao pravocrtnih segmenata. Budući da je linearno mjerilo konstantno u svim smjerovima oko bilo koje točke, očuvani su kutovi i oblici malenih objekata (što čini projekciju konformnom). Mercatorova projekcija ipak iskrivljuje veličinu i oblik velikih objekata s povećanjem mjerila od ekvatora prema polovima gdje ono postaje beskonačno.

## Obilježja i povijesni detalji
Mercatorovo izdanje iz 1569. predstavljalo je veliku planisferu veličine 202 sa 124 cm te tiskanu u osamnaest zasebnih listova. Kao u svim cilindričnim projekcijama paralele i meridijani su ravne linije okomiti jedni na druge. Radi postizanja navedenog dolazi do neizbježnog rastezanja karte u istočno-zapadnom smjeru, koje se povećava proporcionalno povećanju udaljenosti od ekvatora, što je praćeno odgovarajućim rastezanjem u smjeru sjevera i juga tako da svaka lokacijska točka čini projekciju konformnom, a mjerilo u smjeru istoka odnosno zapada jednako je mjerilu u smjeru sjevera odnosno juga. Mercatorova karta nikad ne može u potpunosti prikazati polarna područja jer linearno mjerilo postaje beskonačno veliko na polovima. Budući da se radi o konformnoj projekciji, kutovi oko svih lokacija su očuvani, no mjerilo stoga varira od jednog do drugog mjesta, iskrivljujući veličinu geografskih objekata. Ovo je posebice važno jer su područja blizu polovima jače pogođena, pa se prijenos slike geometrije planeta jače iskrivljuje približavanjem polovima. Na geografskim širinama višima od 70° južno ili sjeverno Mercatorova projekcija praktički je beskorisna.
Sve linije konstantnog smjera (loksodrome, koje čuvaju konstantnost kutova s meridijanima) prikazane su pravocrtnim segmentima na Mercatorovoj karti. One precizno odgovaraju tipu rute kojom brodovi obično plove morem i koje koriste kompas za označavanje geografskih smjerova i upravljanje brodovima. Dva obilježja, konformnost i pravocrtne loksodrome, čine ovu projekciju jedinstveno prikladnom za pomorsku navigaciju: kursevi i smjerovi određuju se uporabom ruže vjetrova ili protraktora, a odgovarajući smjerovi lako se prenose s točke na točku na karti uz pomoć paralelnog ravnala ili para navigacijskih trokuta.
Naziv i objašnjenja koja je Mercator priložio uz svoju kartu svijeta (Nova et Aucta Orbis Terrae Descriptio ad Usum Navigatium Emendate: "nov i proširen opis Zemlje ispravljen za navigacijsku uporabu") pokazuju da je izričito zamišljena za korištenje pomorske navigacije. Iako autor nije objasnio metodu konstrukcije, Mercator je vjerojatno koristio grafičku metodu, prenoseći loksodrome prethodno iscrtane na globusu na kvadratni gratikul, zatim prilagođavajući razmake među paralelama tako da te linije postanu pravocrtne čime je očuvana stalnost kutova s meridijanima kao i na globusu.
Razvoj Mercatorove projekcije predstavljao je velik proboj u nautičkoj kartografiji 16. stoljeća. Štoviše, ona je bila daleko ispred svog vremena jer stare navigacijske i geodetske tehnike nisu bile kompatibilne s njenom uporabom u navigaciji. Dva glavna problema sprječavali su njezinu izravnu primjenu: nemogućnost određivanja geografske dužine na moru s prikladnom točnošću i činjenicom da su se u navigaciji koristili magnetski smjerovi umjesto geografskih smjerova. Tek su sredinom 18. stoljeća izumom pomorskog kronometra i poznavanjem prostorne distribucije magnetske deklinacije navigatori mogli u potpunosti prihvatiti Mercatorovu projekciju.
Nekoliko se autora povezuje s razvojem Mercatorove projekcije:
- Nijemac Erhard Etzlaub (o. 1460. – 1532.), urezao je minijaturnu "kompasnu kartu" (veličine od oko 10×8 cm) Europe i dijelova Afrike, geografske širine 67°–0°, kako bi omogućio prilagodbu svojih prijenosnih džepnih sunčanih satova i desetljećima se za njega govorilo da je dizajnirao "projekciju identičnu Mercatorovoj".
- Portugalski matematičar i kozmograf Pedro Nunes (1502. – 1578.), prvi je opisao loksodromu i njezinu uporabu u pomorskoj navigaciji, te je predložio konstrukciju nekoliko nautičkih karata krupnog mjerila u cilindričnoj ekvidistantnoj projekciji kako bi prikazao svijet s minimalnom kutnom distorzijom (1537.).
- Engleski matematičar Edward Wright (o. 1558. – 1615.), formalizirao je matematiku Mercatorove projekcije (1599.) te objavio pouzdane tablice za njezinu konstrukciju (1599., 1610.).
- Engleski matematičari Thomas Harriot (1560. – 1621.) i Henry Bond (o. 1600. – 1678.), neovisno su jedan od drugoga (o. 1600. i 1645.) povezali Mercatorovu projekciju s njezinom modernom logaritamskom formulom, kasnije potvrđenu računom.

## Matematika projekcije
Sljedeće jednadžbe determiniraju x i y koordinate točke na Mercatorovoj karti prema njezinoj geografskoj širini φ i dužini λ (tako da je λ0 geografska dužina u centru karte):
{\displaystyle {\begin{aligned}x&=\lambda -\lambda _{0}\\y&=\ln \left(\tan \left({\frac {\pi }{4}}+{\frac {\varphi }{2}}\right)\right)\\&={\frac {1}{2}}\ln \left({\frac {1+\sin(\varphi )}{1-\sin(\varphi )}}\right)\\&=\sinh ^{-1}\left(\tan(\varphi )\right)\\&=\tanh ^{-1}\left(\sin(\varphi )\right)\\&=\ln \left(\tan(\varphi )+\sec(\varphi )\right).\end{aligned}}}
Inverzija Gudermannove funkcije:
{\displaystyle {\begin{aligned}\varphi &=2\tan ^{-1}(e^{y})-{\frac {\pi }{2}}\\&=\tan ^{-1}(\sinh(y))\\\lambda &=x+\lambda _{0}.\end{aligned}}}
Mjerilo je proporcionalno sekansu geografske širine φ čime ono postaje arbitrarno veliko blizu polova gdje je φ = ±90°. Štoviše, kao što se vidi iz formula, koordinata y polova je plus ili minus beskonačna.

## Derivacija projekcije
Pretpostavimo sferičnu Zemlju. (Zapravo je ona blago spljoštena, no za karte sitnog mjerila razlika je beznačajna. Radi veće preciznosti umetnimo konformnu geografsku širinu.) Sad pokušavamo transformirati geografsku širinu i dužinu (λ, φ) u Kartezijev sustav (x, y) to jest "cilindar (valjak) tangencijalan s ekvatorom" (tj. x = λ) te konforman tako da je:
{\displaystyle {\frac {\partial x}{\partial \lambda }}=\cos(\varphi ){\frac {\partial y}{\partial \varphi }}}
{\displaystyle {\frac {\partial y}{\partial \lambda }}=-\cos(\varphi ){\frac {\partial x}{\partial \varphi }}}
Iz x = λ dobivamo
{\displaystyle {\frac {\partial x}{\partial \lambda }}=1}
{\displaystyle {\frac {\partial x}{\partial \varphi }}=0}
što daje
{\displaystyle 1=\cos(\varphi ){\frac {\partial y}{\partial \varphi }}}
{\displaystyle 0={\frac {\partial y}{\partial \lambda }}}
Stoga je y funkcija samo φ sa {\displaystyle y'=\sec \varphi } prema kojem tablica integrala daje
{\displaystyle y=\ln(|\sec(\varphi )+\tan(\varphi )|)+C.\,}
Prikladno je da na karti φ = 0 odgovara y = 0, pa uzmemo da je C = 0.

## Uporabe
U svim kartografskim projekcijama koje pokušavaju zakrivljenu površinu prilagoditi ravnoj plohi oblik karte je zapravo distorzija pravog izgleda Zemljine površine. Mercatorova projekcija pretjeruje u veličini površina koja se nalaze daleko od ekvatora. Primjerice:
- Grenland je prikazan otprilike jednakom površinom kopna kao Afrika iako je površina Afrike aproksimativno 14 puta veća od Grenlanda.
- Aljaska je prikazana sličnom ili neznatno većom kopnenom površinom od Brazila iako je površina Brazila oko 5 puta veća od Aljaske.
- Finska je veća u smjeru sjevera i juga od Indije iako je zapravo Indija mnogo veća.

Iako se Mercatorova projekcija još uvijek nalazi u općoj uporabi u navigaciji zbog svojih jedinstvenih obilježja, kartografi se slažu da nije prikladna za karte velikih područja zbog njezina iskrivljavanja površine kopna. Sam je Mercator koristio ekvivalentnu sinusoidnu projekciju za prikaz relativnih područja. Kao rezultat ovih kritika moderni atlasi više ne koriste Mercatorovu projekciju na kartama svijeta ili za područja udaljena od ekvatora, a umjesto nje preferiraju se cilindrične projekcije ili oblici ekvivalentnih projekcija. Mercatorova projekcija još se uvijek koristi za područja blizu ekvatora gdje je pak distorzija minimalna.
Arno Peters pokrenuo je kontroverzu kada je predložio Gall-Petersovu projekciju, neznatnu modifikaciju Lambertove cilindrične ekvivalentne projekcije kao alternativu Mercatorovoj. Rezolucijom iz 1989. sedam je sjevernoameričkih geografskih grupa obezvrijedilo uporabu svih pravokutnih koordinatnih karata svijeta uključujući Mercatorovu i Gall-Petersovu.
Google Maps trenutačno koristi Mercatorovu projekciju u svojim slikama karata. Unatoč relativnim distorzijama mjerila, Mercator je prikladan za interaktivnu kartu svijeta na kojoj je moguće zumiranje spojenih lokalnih karata jer dolazi do relativno manje distorzije zbog konformne prirode projekcije. (Google Satellite Maps, u drugu ruku, koristio je cilindričnu ekvidistantnu projekciju sve do 22. srpnja 2005.)
Pločasti sustav Google Mapsa prikazuje većinu svijeta na razini zooma 0 kao jednu sliku od 256 pikselnih kvadrata, isključujući polarne regije. Budući da Mercatorova koordinata x varira u rasponu od 2π, druga koordinata je limitirana na -π ≤ y ≤ π zbog toga što je:
{\displaystyle {\frac {1}{2}}\ln {\bigg (}{\frac {1+\sin(\varphi )}{1-\sin(\varphi )}}{\bigg )}=\pm \pi \Rightarrow \varphi =\pm \arcsin {\bigg (}{\frac {\mathrm {e} ^{2\pi }-1}{\mathrm {e} ^{2\pi }+1}}{\bigg )}}
odgovarajući ekstrem latitude φ = ±85,05113°. Vrijednosti geografske širine izvan ovog raspona ucrtavaju se na kartu koristeći drugi odnos koji ne divergira na φ = ±90°.

## Više informacija
- Kartografija
- Cassinijeva projekcija
- Fullerova projekcija (dimaksijska projekcija, karta dymaxion)
- Ekvirektangularna projekcija
- Gall-Petersova projekcija s rezolucijom koja se odnosi na uporabu pravokutnih karata svijeta
- Gnomonska projekcija
- Lambertova konformna konusna projekcija (široko korištena u avijaciji)
- Kartografska projekcija
- Mollweideova projekcija
- Nautička karta
- Robinsonova projekcija
- Okrenuta karta
- Transverzalna Mercatorova projekcija
- Winkelova trostruka projekcija

## Vanjske poveznice
- Ad maiorem Gerardi Mercatoris gloriam - sadrži slike visoke rezolucije Mercatorove karte svijeta iz 1569.
- Tablica primjera i obilježja svih općih projekcija, s radicalcartography.net.
- Interaktivan java applet za proučavanje deformacija Mercatorove projekcije  Arhivirana inačica izvorne stranice od 7. rujna 2017. (Wayback Machine).